# Амьенский мир
Амьенский мирный договор — мирный договор, заключённый 25 марта 1802 года в Амьене между Францией, Испанией и Батавской республикой с одной стороны и Англией — с другой. Завершил войну между Францией и Англией 1800—1802 годов и распад второй антифранцузской коалиции.

## Предпосылки к миру
После выхода союзников Англии из войны она продолжала войну с Францией одна, и, истощенная войной, вынуждена была пойти на мир. Наполеон Бонапарт также нуждался в передышке и пошёл навстречу мирным предложениям английского правительства Эддингтона, которое сменило кабинет Питта, стоявшего за продолжение войны.
1 октября 1801 года в Лондоне в результате переговоров английского министра иностранных дел лорда Хоксбери с французским представителем Отто были подписаны прелиминарные (предварительные) условия мира.
На собравшейся в следующем году в Амьене мирной конференции уполномоченные Франции — Жозеф Бонапарт, Испании — Азара и Батавской республики — Схиммелпеннинк, подписали с английским уполномоченным лордом Корнуоллисом Амьенский мирный договор.

## Условия мира
Мирный договор состоял из 22 статей, одной сепаратной статьи и франко-голландской декларации.
Англия отказывалась от всех своих завоеваний и обязалась возвратить союзникам все захваченные ею колонии (ст. 3), за исключением острова Тринидада (ст. 4) и голландских владений на острове Цейлон (ст. 5). При этом остались открытыми голландские порты на мысе Доброй Надежды (ст. 6).
Французские войска должны были оставить Неаполь, Рим и остров Эльбу, англичане — все порты и острова, занятые ими в Средиземном море (ст. 11), причём обе стороны признали республику Семи (Ионических) островов (ст. 9).
Остров Мальта, занятый англичанами в сентябре 1800 года, должен был быть оставлен ими и возвращён ордену св. Иоанна Иерусалимского (ст. 10). Независимость и нейтралитет Мальты гарантировались шестью державами (Франция, Англия, Россия, Австрия, Испания, Пруссия).
Обе стороны гарантировали целостность владений Турции в довоенных границах (ст. 8), вследствие чего Англия должна была очистить Египет, и приглашали турецкого султана присоединиться к договору (ст. 19).
13 мая 1802 года Турция присоединилась к Амьенскому миру, а 25 июня подписала договор с Францией.
Ст. 18 обязывала Батавскую республику компенсировать Оранской династии её потери в Голландии, что подтверждалось отдельной франко-голландской декларацией.
Англия обязывалась не вмешиваться во внутренние дела Батавии, Германии, Гельвеции и итальянских республик. Это было равносильно признанию того, что Англию больше не интересуют дела на континенте. Король Георг III отказался от лилий в своём гербе и от титула французского короля, который его предшественники носили со времён Эдуарда III.
Договор был ратифицирован в апреле 1802 года.

## Ненадёжность Амьенского мира
Амьенский мир оказался лишь кратким перемирием. Заключая договор, обе подписавшие его стороны действовали неискренне, рассматривая его лишь как временное перемирие, и готовились к дальнейшему продолжению борьбы. Мир был заключён лишь потому, что обе стороны молчаливо согласились не затрагивать щекотливых вопросов.
Попытки Англии заключить торговый договор с Францией наталкивались на протекционистскую политику Наполеона. Последний продолжал расширять свои владения в Европе. К Франции были присоединены остров Эльба (26 августа 1802 года), Пьемонт (11 сентября 1802 года), Парма, Плезанс (Пьяченца) и Гвасталла (23 октября 1802 года) в Италии. Было упрочено французское господство в Голландии и Швейцарии в форме протектората (ноябрь 1802 года).
Со своей стороны Англия, ссылаясь на действия Наполеона, отказывалась выполнять условия договора, в частности — очистить Мальту, на чём особенно настаивал Наполеон, а также Александрию, Кейптаун и французские города в Индии.
Одновременно английское правительство, рассчитывая создать новую коалицию против Франции, искало союзников, делая соответствующие намёки в Петербурге и Вене. Наполеон, желая предотвратить возможный союз между Англией и Россией и привлечь последнюю на свою сторону, в беседе с русским посланником графом А. И. Морковым заявил о своём согласии передать спор о Мальте на третейский суд Александра I. Предложение Наполеона было принято Александром I. Между Францией и Англией завязались переговоры через русских посланников.
Проект Александра I, предусматривавший занятие Мальты русским гарнизоном и очищение французами Голландии, Швейцарии, Италии и Северной Германии, был отвергнут Францией и Англией. 13 марта 1803 года на приёме в Тюильри Наполеон закончил резкий разговор с английским послом лордом Уитвортом восклицанием: «Мальта или война!». Последовавшие затем двухмесячные переговоры были безрезультатны, и 12 мая 1803 года лорд Уитворт покинул Париж. 22 мая Англия объявила войну Франции.